# Кирасирский Его Величества лейб-гвардии полк
Лейб-гвардии Кирасирский Его Величества полк (Жёлтые или Царскосельские кирасиры) — отборный лейб-гвардейский кирасирский полк тяжёлой (ударной) кавалерии Русских армии и гвардии.
Старшинство полка: по армейской кавалерии — с 21 июня 1702 года, по Молодой Гвардии — с 1813 года, по Старой Гвардии — с 1831 года.
Полковой праздник — 21 июня, в день священномученика Иулиана Тарсийского.

## Места дислокации
1771 — Дерпт. Полк входил в состав Лифляндской дивизии.
Царское Село.

## В Царской и Императорской армии
- 1706 год — князь Г. И. Волконский сформировал драгунский полк своего имени[4].
- 10 марта 1708 — полк получил наименование Ярославский драгунский полк.
- 23 января 1709 — Гренадерская рота отчислена на сформирование конногренадерского полка («от кавалерии гренадерского Андрея Кропотова полка»[5]).
- 10 мая 1725 — Гренадерская рота возвращена в полк, взамен выслана драгунская.
- 16 февраля 1727 — Новгородский драгунский полк.
- 6 ноября 1727 — Ярославский драгунский полк (комплектовался дворянами Ярославской губернии).
- 8 февраля 1728 — Переформирован в 9 драгунских и 1 гренадерскую роту.
- 29 октября 1731 — Гренадерская рота упразднена, взамен сформирована драгунская, а гренадеры распределены по 10 человек на роту.
- 1 ноября 1732 — 3-й кирасирский полк.
- 21 июня 1733 — Бевернский кирасирский полк (в честь назначенного шефа Принца Антона-Ульриха Брауншвейг-Бевернского).
- 15 июня 1738 — Брауншвейгский кирасирский полк.
- 31 января 1742 — Кирасирский Его Королевского Высочества Герцога Гольштейн-Готторпского полк.
- 4 декабря 1742 — Кирасирский Е. И. В. Государя Великого Князя Петра Фёдоровича полк.
- 30 марта 1756 — Переформирован в 5 эскадронов (по 2 роты в каждом).
- 27 декабря 1761 — Лейб-Кирасирский Его Величества полк.
- 4 июля 1762 — Лейб-Кирасирский Его Высочества Наследника Цесаревича и Великого Князя Павла Петровича полк.
- 24 октября 1775 — Добавлен шестой эскадрон расформированного Киевского кирасирского полка.
- 1787 — Отчислено 150 кирасир на формирование Жандармского и Кирасирского полков Гатчинских войск.
- 17 ноября 1796 — Лейб-Кирасирский Его Величества полк.
- 1805 — в полк даны вместо палашей сабли.[6]
- 13 июня 1806 — Один эскадрон выделен на формирование Финляндского драгунского полка.

#### Война четвёртой коалиции
1806—1807 — полк под командованием генерал-майора Кожина участвовал в войне Четвёртой коалиции:
Под Пултуском лейб-кирасиры Кожина отличились «атакой русской вьюги», когда — пользуясь метелью — внезапно врезались в приближающуюся к городу колонну французской пехоты — истоптав, изрубив и взяв в плен почти всех французов. Бой этот сделался настолько известным в России, что каширские земские ополченцы, собрав миром 100 рублей, прислали их Кожину с просьбой наградить лучшего из нижних чинов. На это Сергей Алексеевич дал знаменитый ответ, что у него в полку все отличились, после чего предложил просителям изготовить на присланные деньги золотой аналойный крест для полковой церкви. Согласие было получено, крест был изготовлен в 1815 году попечением тогдашнего командира полка барона Будберга — и хранился в полковом храме до самой революции, став полковой реликвией под названием «Пултусский крест».
В первый день битвы у Прейсиш-Эйлау кирасиры Его Величества в составе сводного кавалерийского отряда под командованием всё того же Кожина контратаковали корпус Ожеро по льду озера Тенкниттен, опрокинув авангардную колонну французской кавалерии — 7-й и 20-й конно-егерские полки из бригады лёгкой кавалерии Дюронеля. Беннигсен доносил Государю:

Лейб-Кирасирский Вашего Величества, Ингерманландский и Каргопольский драгунские полки и Елисаветградский гусарский врубились в неприятельскую кавалерию, вознамерившуюся обойти нас с фланга, и много оной побили.— 
В сражении при Гейльсберге полк также покрыл себя неувядаемой славой, но лишился своего командира — генерал-майор Кожин был смертельно ранен и скончался в тот же день.
- 1808 — полку возвращены палаши[13].
- 12 октября 1811 — Выделена часть на формирование Астраханского кирасирского полка.

#### Отечественная война 1812 года
В 1812 году полк участвовал в Отечественной войне, в сражениях под Витебском, Смоленском, Вязьмой, Красным, Оршей и Борисовом. На Бородинском поле несколько раз контратаковал неприятеля в районе Семёновских высот, а шеф полка полковник Будберг был ранен ядром в правую ногу.
| Лейб-Кирасирские Его ВЕЛИЧЕСТВА и Ея ВЕЛИЧЕСТВА и Астраханский, приведённые мною на левый фланге поде командою 1-й — шефа полк. барона Будберга; 2-й — шефа полк. барона Розена; а последний — полкового командира полк. Каратаева, поставлены были у прикрытия батарей наших под сильным огнём, где, невзирая на ужасные выстрелы с неприятельских батарей, защищали оные с отличным мужеством. Неустрашимость их столь была сильна, что и большая убыль людей и лошадей убитыми и ранеными не в состоянии была разстроить их рядов, смыкающихся каждый раз в порядке… Лейб-Кирасирский Его ИМПЕРАТОРСКАГО ВЕЛИЧЕСТВА полк, под командою барона Будберга, был несколько раз в атаках и когда он г. полк. был ранен ядром в лядвию, а полковой командир подполк. Слепченков пулею в ногу, и когда полк по приказанию ген.-лейт. кн. Голицына, переведен в сикурс 2-й Кирасирской див. под командою г. подполк. Костина, где, прикрывая батареи, был г.-м. Дукою послан в атаку на неприятельскую батарею, на которую бросясь эскадрон Чисера, под командою ротм. Власенко сбил с оной неприятеля, тут хотя ротмистр Власенко и поруч. Старобогатый убиты, но поруч.: Дершау, Каленым 2-м и Самбурским, взяты 2 пушки и доставлены в главную квартиру. Во время сих действий ротм. Меликов отличал себя всегда, но к несчастно у сего храбраго офицера ядром оторвало руку, шт.-ротм. Селянином ранен в обе ноги ядром, над коими полагать должно, что уже и операция сделана; поруч. Всеволожский 2-й, в ногу пулею, Всеволожский 3-й, у коего ядром ногу разбило, Родоичен, исполнявший с отличием долг свой по званию адъют. полкового, получил сильную контузию от ядра, Кален 2-й и корнет гр. Миних 1-й тоже контузии в левыя руки.— Из рапорта генерал-майора Бороздина генералу Барклаю де-Толли, 7 сентября 1812 г. |

- 27 декабря 1812 — вместе со всей регулярной русской кавалерией полк переформирован в 6 действующих и 1 резервный эскадрон[14].

#### Заграничные походы
В 1813—1814 гг. полк участвовал в Заграничных походах — был в сражениях под Люценом, Бауценом, Кенигштейном, Кульмом, Лейпцигом, Бриенном, Арси-сюр-Об, Фер-Шампенуаз. Закончил войну в Париже.
- 13 апреля 1813 — За мужество и храбрость, оказанные в войну 1812 года причислен к Молодой Гвардии и переименован в лейб-гвардии Кирасирский полк.
- 7 декабря 1817 — Уроженцы западных губерний отчислены на формирование лейб-гвардии Подольского кирасирского полка на правах и преимуществах Старой Гвардии.
- 21 марта 1823 — В полку установлена рыжая масть лошадей.
- 25 июня 1831 — По принятии шефства Императором Николаем I полку пожалованы права Старой Гвардии.
- 22 августа 1831 — Соединён с лейб-гвардии Подольским кирасирским полком (за исключением 7 офицеров и 114 кирасирского полка, поступивших в лейб-гвардии Уланский Е. И. В. Великого Князя Михаила Павловича полк). Новообразованный полк приведён в шестиэскадронный состав и наименован лейб-гвардии Кирасирским Его Величества полком.

| Лейб-Гвардии Кирасирский полк причисляется к Лейб-Гвардии Подольскому Кирасирскому полку. Лейб-Гвардии Подольскому Кирасирскому полку именоваться: Лейб-Гвардии Кирасирским ЕГО ВЕЛИЧЕСТВА полком.— Высочайший приказ 1831 Августа 22. |

- 10 апреля 1857 — В полку установлена караковая масть, для чего полк поменялся лошадьми с лейб-гвардии Кирасирским Ея Величества полком.

| Каков же был мой ужас, когда через несколько секунд во фланг моего взвода врезался эскадрон желтых кирасир с вензелями императора на погонах. Зная свою правоту, я твёрдо решил не уступать им этого места, но тут же из облака пыли передо мной выросла фигура Николая Николаевича, который, оценив положение, взвизгнул на кирасир: «Живо, живо, желтяки!» — и закончил фразу в рифму матерным ругательством. Немцы, слава богу, из-за пыли этого заметить не могли, но командир кирасир, явившись в тот же день после учения к Николаю Николаевичу, заставил его извиниться перед офицерами полка.— Игнатьев А. А. [militera.lib.ru/memo/russian/ignatyev_aa/06.html Пятьдесят лет в строю. Книга I, глава 6]. — М.: Воениздат, 1986. — С. 71. — ISBN 5-203-00055-7. |

- 30 июля 1904 — В списки полка зачислен Е. И. В. Наследник Цесаревич и Великий Князь Алексей Николаевич.

#### Революция 1905—1907 годов в России
В 1905 году Сводный дивизион полка участвовал в усмирении беспорядков в Прибалтийском крае.
- 1910 — Сформирована дивизионная конно-пулемётная команда.

#### Первая мировая война
18 июля 1914 года полк выступил для присоединения к 1-й армии. 28 июля 1914 произошло первое боевое столкновение с германскими войсками во время разведки силами 3-го и 4-го эскадронов (ранен унтер-офицер Гровбля, убит кирасир Ударов).
С 3 августа по 8 сентября 1914 года полк участвовал в Восточно-Прусской операции. 30 августа 1914 года, прикрывая отход IV АК, гвардейская кирасирская бригада задержала наступление германского I АК, выходившего в тыл русских войск.
С октября 1914 года полк действовал в Польше и, впоследствии, в Литве — в составе сводного конного отряда 1-й Гвардейской кавалерийской дивизии, 5-й кавалерийской дивизии и Уссурийской отдельной конной бригады под общим командованием начальника 1-й Гвардейской кавалерийской дивизии генерал-лейтенанта Казнакова. Сражался на р. Стоход.
- 4 марта 1917 — лейб-гвардии 1-й Кирасирский полк.
- 8 июня 1917 — Гвардейский Кирасирский Подольский полк.
- 22 июля 1917 — Охраняя ж/д станцию Киев, вступил в столкновение с взбунтовавшим, при попытке отправить на фронт, со станции Пост-Волынский, украинским полком имени Богдана Хмельницкого.
- Участвовал в подавлении бунта 2-го Украинского полка имени гетмана Полуботько, захватившего центр Киева.
- 10 декабря 1917 — Полк распущен в с. Святошине под Киевом по причине нежелания украинизироваться.

### В Белом движении
- 30 декабря 1918 — Кирасиры Его Величества сведены в 3-й эскадрон Сводного полка Кирасирской дивизии (лейб-эскадрон лейб-гвардии Кирасирского Его Величества полка) в Крымско-Азовской армии под командованием штабс-ротмистра фон Вика.
- 19 января 1919 — Первая боевая задача восстановленного эскадрона.
- 7 марта 1919 — Командование эскадроном принимает штабс-ротмистр князь Черкасский.
- 25 марта — 9 апреля 1919 — Ведёт арьергардные бои, прикрывая части, отходящие от Сиваша.
- 14 апреля 1919 — Участвовал в конной атаке близ ст. Владиславовка.
- 12 мая 1919 — 3-й эскадрон Сводного полка Гвардейской Кирасирской дивизии.
- 5-17 июня 1919 — Участвовал в освобождении Крыма.
- 4 июля 1919 — К полку присоединяется 2-й эскадрон лейб-кирасир Его Величества под командованием штабс-ротмистра Сафонова[16].
- 25 июля 1919 — Сводный полк Гвардейской кирасирской дивизии переименован в 1-й Гвардейский Сводно-Кирасирский, полуэскадроны кирасир Его Величества выделены в дивизион во главе с полковником Н. А. Петровским.
- 24 сентября 1919 — В дивизион включён 3-й добровольческий эскадрон во главе с штабс-ротмистром Г. А. Доленга-Ковалевским. Лейб-эскадрон отведён в тыл на отдых.
- 10 февраля 1920 — Расформирован 3-й эскадрон.
- 17 февраля 1920 — Сводный эскадрон дивизиона понёс большие потери в бою с конницей Будённого у ст. Егорлыкская.
- 14 марта 1920 — В составе дивизии Барбовича эвакуирован из Новороссийска на транспорте «Аю-Даг».
- Апрель 1920 — Эскадроны полка вошли в состав Гвардейского кавалерийского полка 1-й кавалерийской дивизии Вооружённых Сил Юга России (3-й Кирасирский Его Величества эскадрон).
- Май 1920 — Охранная служба на Сиваше.
- Середина июня 1920 — Охранение р. Днепр в районе Каховки.
- 29 октября 1920 — Последний арьергардный бой в районе хутора Уржин. Оторвавшись от противника, полк уходит на Симферополь, Алушту и Ялту.
- 2 ноября 1920 — В составе полка эвакуирован из Ялты на транспорте «Крым».

## Форма 1914 года
Общекирасирская. Мундир (парадный) — колет; тулья, обшивка — белый цвет; каска, кираса, вальтрап, околыш, погоны, воротник, обшлага, выпушка, клапан пальто, шинели — жёлтый, лампас — светло-синий, мундир (повседневный) —  чёрный; обшивка, эполеты, металлический прибор — серебряный цвет.

### Флюгер
Цвета: средний треугольник — белый, верхний треугольник — светло-синий, нижний треугольник — жёлтый.

## Шефы полка
Шефы или почётные командиры:
- 15.04.1738—25.11.1741 — Принц Антон-Ульрих Брауншвейг-Бевернский
- 31.01.1742—04.12.1742 — Герцог Карл Петер Ульрих Гольштейн-Готторпский
- 04.12.1742—27.12.1761 — Великий Князь Пётр Фёдорович
- 27.12.1761—28.06.1762 — Император Пётр III
- 04.07.1762—06.11.1796 — Наследник Цесаревич Павел Петрович
- 06.11.1796—11.03.1801 — Император Павел I
- 12.03.1801—19.11.1825 — Император Александр I
- 25.06.1831—18.02.1855 — Император Николай I
- 19.02.1855—01.03.1881 — Император Александр II
- 28.10.1866—01.03.1881 — Наследник Цесаревич Александр Александрович (вторым шефом)
- 02.03.1881—21.10.1894 — Император Александр III
- 02.11.1894—04.03.1917 — Император Николай II

### Вторые шефы
- 17.11.1796—01.12.1797 — генерал от кавалерии (с 15.12.1796 генерал-фельдмаршал) граф Салтыков, Иван Петрович
- 01.12.1797—11.03.1800 — генерал-майор герцог де Ришельё, Эммануил Осипович
- 11.03.1800—14.03.1800 — генерал-майор граф фон дер Пален, Павел Петрович
- 14.03.1800—21.08.1800 — генерал-лейтенант герцог де Ришельё, Эммануил Осипович
- 21.08.1800—23.11.1800 — генерал-майор (с 27.10.1800 генерал-лейтенант) Миллер, Пётр Борисович
- 23.11.1800—06.12.1800 — генерал от кавалерии граф Зубов, Валериан Александрович
- 06.12.1800—08.12.1800 — генерал-лейтенант Тормасов, Александр Петрович
- 08.12.1800—29.05.1807 — генерал-майор Кожин, Сергей Алексеевич
- 27.06.1807—12.10.1811 — генерал-майор Кнорринг, Отто Фёдорович
- 03.11.1811—12.12.1816 — полковник (с 30.08.1813 генерал-майор) барон Будберг, Карл Васильевич

## Командиры полка
(Командующий в дореволюционной терминологии означал временно исполняющего обязанности начальника или командира. С 1820-х годов должности командира гвардейского полка соответствовал чин генерал-майора, и при назначении на эту должность полковников они оставались командующими до момента своего производства в генерал-майоры).
- 30.12.1796—21.10.1797 — полковник князь Мещерский, Прокофий Васильевич
- 17.09.1797—01.12.1797 — генерал-майор герцог де Ришельё, Эммануил Осипович
- 23.11.1800—06.12.1800 — подполковник Сухарников, Михаил Иванович
- 13.12.1800—24.12.1802 — подполковник Рожнов, Илларион Маркович
- 23.02.1803—07.02.1806 — полковник Чириков, Иван Егорович
- 28.11.1807—31.01.1811 — майор (с 12.12.1807 подполковник) Слепченков, Пётр Иванович
- 31.01.1811—03.11.1811 — полковник барон Будберг, Карл Васильевич
- 10.01.1812—26.08.1812[17] — подполковник Слепченков, Пётр Иванович
- хх.09.1812—29.12.1812 — командующий полковник Леонтьев, Иван Сергеевич[18]
- 01.09.1814—17.07.1821(?) — генерал-майор барон Будберг, Карл Васильевич
- 15.11.1819—12.02.1834 — полковник (с 06.01.1826 флигель-адъютант, с 21.05.1826 генерал-майор) Кошкуль, Пётр Иванович
- 12.02.1834—11.04.1843 — генерал-майор Клюпфель, Владислав Филиппович
- 11.04.1843—20.01.1850 — генерал-майор (с 03.04.1849 генерал-лейтенант) Арапов, Александр Николаевич
- 20.01.1850—28.10.1856 — генерал-майор (с 19.05.1853 в Свите Е. И. В.) фон Герздорф, Арист Фёдорович
- 28.10.1856—02.04.1861 — генерал-майор (с 21.06.1859 в Свите) граф Нирод, Александр Евстафьевич
- 02.04.1861—01.01.1864 — генерал-майор фон Вендрих, Георгий Августович
- 03.01.1864—12.12.1868 — генерал-майор (с 07.12.1867 в Свите) Швебс, Константин Александрович
- 12.12.1868—27.07.1875 — Свиты Его Величества генерал-майор барон Дризен, Александр Фёдорович
- 27.07.1875—14.07.1883 — флигель-адъютант полковник (с 29.04.1877 генерал-майор Свиты) граф Нирод, Николай Евстафьевич
- 14.07.1883—23.11.1887 — генерал-майор Ребиндер, Александр Максимович
- 09.12.1887—21.05.1892 — полковник (с 30.08.1888 генерал-майор) Таль, Александр Яковлевич
- 21.05.1892—07.02.1898 — генерал-майор Шмит, Евгений Оттович
- 07.02.1898—25.05.1903 — полковник (с 06.12.1898 генерал-майор, с 21.06.1902 в Свите) Преженцов, Яков Богданович
- 25.05.1903—26.10.1905 — полковник (с 17.04.1905 генерал-майор) Раух, Георгий Оттонович
- 26.10.1905—29.03.1908 — генерал-майор (с 22.06.1907 в Свите) Комстадиус, Николай Николаевич
- 29.03.1908—08.06.1912 — генерал-майор (с 21.06.1911 в Свите) фон Вольф, Константин Маврикиевич
- 08.06.1912—25.03.1914 — генерал-майор (с 06.05.1913 в Свите) фон Гилленшмидт, Яков Фёдорович
- 25.03.1914—29.07.1915 — генерал-майор (с 21.06.1914 в Свите) Верман, Фёдор Фёдорович
- 29.07.1915—14.05.1917 — полковник (с 21.11.1915 генерал-майор Свиты) князь Кантакузин — граф Сперанский, Михаил Михайлович
- 14.05.1917—21.10.1917 — командующий полковник князь Бекович-Черкасский, Фёдор Николаевич
- 21.10.1917—10.12.1917 — командующий полковник Сахновский, Леонид Николаевич

## Боевые отличия
1. Георгиевский штандарт с надписями: «За отличие при поражении и изгнании неприятеля из пределов России 1812 г.» и даты: «1702—1902», с Андреевской юбилейной лентой. Пожалован 13 апреля 1813 года; Высочайшая грамота 7 декабря 1867 года; Высочайший приказ 21 июня 1902 года.
2. 22 Георгиевские трубы, с надписью: «Л.-Гв. Кирасирскому полку за отличные подвиги, оказанные в достопамятную кампанию, благополучно оконченную в 1814 г.» Пожалованы 30 августа 1814 года.
3. 22 серебряные сигнальные трубы, с надписью: «Л.-Гв. Подольскому Кирасирскому полку». Пожалованы лейб-гвардии Подольскому кирасирскому полку 24 июля 1830 года; переданы при объединении с лейб-гвардии Кирасирским Его Величества полком 22 августа 1831 года.
4. Серебряные литавры с вензелями польского короля Станислава Августа и изображением государственного герба. Литавры эти отбиты у поляков в 1784 году, были выданы лейб-гвардии Подольскому кирасирскому полку в 1829 году из Санкт-Петербургского Арсенала. В 1833 году сданы в арсенал Санкт-Петербургской крепости, а 27 июня 1860 года выданы лейб-гвардии Кирасирскому Его Величества полку, взамен литавр, принадлежавших лейб-гвардии Кирасирскому полку и сданных на хранение в Санкт-Петербургский окружной артиллерийский склад.

## Внешний вид
- Нижние чины полка комплектовались из высоких рыжих и длинноносых.
- Масть лошадей (определена при Николае I): караковые (трубачи) и тёмно-гнедые. 1-й эскадрон — чисто караковые, 2-й эскадрон — вороные, 3-й эскадрон — караковые лысые и белоногие, 4-й эскадрон — караковые, гнедые и бурые
- Флюгер на пиках: белый с синим и жёлтым[19] .
- Приборный цвет (воротники, обшлага, погоны, выпушки, околыши фуражек и конские чепраки): жёлтый
- Пуговица на воротнике: у офицеров на воротнике колетов была сохранена отменённая в других кирасирских полках пуговица. Она «на колете Л.Гв. Подольского Кирасирского полка… спасла жизнь Великому Князю Константину Павловичу — Наместнику в Царстве Польском и Шефу полка: пуля поляка, стрелявшего в Великого Князя, изменила направление, ударившись о пуговицу на воротнике колета».

## Известные люди, служившие в полку
- Александров, Павел Константинович — генерал-адъютант, внебрачный сын великого князя Константина Павловича
- Баторский, Михаил Александрович — советский военный деятель, комкор.
- Волынский, Николай Павлович — внебрачный сын великого князя Николая Константиновича
- Гечевич, Лев Викентьевич — генерал-лейтенант, участник Крымской войны, теоретик военно-кавалерийского дела.
- Готце, Иоганн Фридрих фон — австрийский военачальник, участник Наполеоновских войн
- Глуховский, Александр Иванович — генерал-лейтенант, член Военно-учёного комитета Главного штаба
- Мюнхгаузен, Иероним Карл Фридрих фон
- Сухомлинов, Владимир Александрович — генерал от кавалерии, военный министр

## Полковой храм
Иулиановская церковь в Царском Селе.